# Äusseres Aarbergertor

Das Äussere Aarbergertor (1823)

Das Äussere Aarbergertor (oder auch äusseres Golatenmatttor) war ein Stadttor in Bern. Es befand sich zwischen dem Stellwerk und der Speichergasse.
Das erste Äussere Aarbergertor war in den ursprünglichen Schanzenplänen nicht vorgesehen gewesen, wurde aber dennoch gleichzeitig mit dem fünften Befestigungsgürtel der Stadt in den Jahren 1624 bis 1627 von Daniel Heintz erbaut. Es wurde 1823/24 abgebrochen. 1826 wurde das zweite Äussere Aarbergertor, ein spätklassizistischer Bau mit Gittertor und Wachthäusern nach Plänen von Johann Daniel Osterrieth erstellt. 1889 wurde das Gitter bei der Tieferlegung der Strasse entfernt. 1893 wurde das östliche Torhaus abgebrochen. Das westliche Torhaus wurde 1905 zur Aufnahme des Schweizerischen Schulmuseums erweitert. Von 1881 bis 1893 waren hier die Abart’schen Bären aufgestellt. 1961 wurde es abgebrochen.

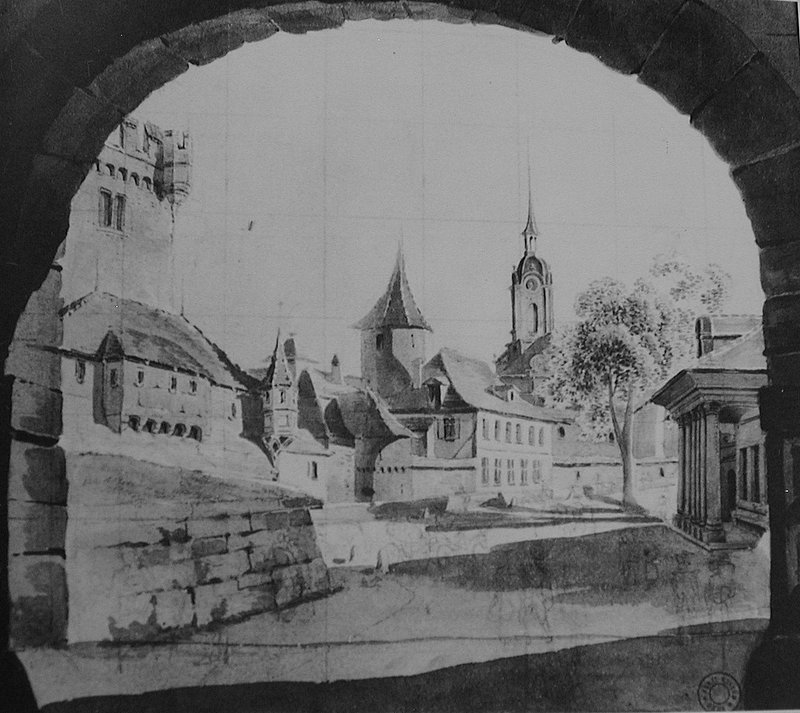
Blick durch den Torbogen des Äusseren Aarbergertores in die Stadt um 1780